# Futurama (televisieserie)
Futurama is een Amerikaanse satirische sciencefictionanimatieserie, gemaakt door de Rough Draft Studio's in Glendale en ontwikkeld door Matt Groening (ook de maker van The Simpsons) en David X. Cohen. Futurama, bekroond met een Emmy Award, is genoemd naar een onderdeel van de wereldtentoonstelling van 1939, dat een beeld gaf hoe het leven er in de toekomst uit zou zien.
In de Verenigde Staten werden de eerste vijf seizoenen uitgezonden op Fox. Deze liepen van 28 maart 1999 t/m 10 augustus 2003. Na enkele jaren van stilte, werden er tussen 2007 en 2009 vier films geproduceerd voor directe videoverkoop. Deze bleken zo succesvol dat Comedy Central besloot een zesde seizoen te bestellen. Twaalf afleveringen werden tijdens de zomer van 2010 uitgezonden. De eindejaarsspecial werd uitgezonden op 21 november 2010 en de rest van de reeks volgde in 2011. Op 25 maart 2011 maakte Comedy Central bekend dat er twee seizoenen bij komen. De laatste aflevering werd uitgezonden op 4 september 2013.
Vanaf 2023 zijn nieuwe afleveringen te zien op Hulu en Disney+.

## Plot
De serie draait om het personage Fry, een pizzabezorger uit New York die wordt ingevroren op 31 december 1999. Pas 1000 jaar later, in het jaar 2999, wordt hij weer ontdooid.
De wereld is in die 1000 jaar sterk veranderd. Fry probeert zich zo goed mogelijk staande te houden in deze vreemde futuristische wereld. Hij maakt een paar vrienden waaronder de robot Bender en de mutant Leela. Samen gaan ze werken voor een koeriersdienst genaamd Planet Express, opgezet door een verre achterneef van Fry, en beleven ze vreemde avonturen.

## Setting
De serie speelt zich af in "New New York", een stad gebouwd op de resten van het oude New York, rond het jaar 3000.
Op technologisch gebied is er veel veranderd, maar de wereld kampt nog steeds met dezelfde problemen als in het jaar 2000. Behalve door mensen wordt de aarde in 3000 ook bewoond door robots en buitenaardse wezens, maar problemen zoals discriminatie en racisme bestaan nog steeds. Zo wonen menselijke mutanten gedwongen in de riolen van de steden. 
De Aarde telt ongeveer 3,3 miljard inwoners.
De hele Aarde is verenigd onder een President van de Aarde, en de Aarde oefent ook invloed uit over de rest van het zonnestelsel. De vijf wereldgodsdiensten zijn samengegaan in een fusiekerk. De belangrijkste godsdiensten zijn Oprahisme en voodoo. Veel hedendaagse en historische figuren zijn levend bewaard gebleven als hoofden in potten. Veel van de humor uit de serie komt uit verwijzingen naar gebeurtenissen die tussen 2000 en 3000 hebben plaatsgevonden. Zoals:
- Naaldbomen, ansjovis en koeien zijn uitgestorven.
- De aarde is opgewarmd door het versterkte broeikaseffect, maar de opwarming is weer onschadelijk gemaakt door de nucleaire winter.
- Jezus Christus is in 2443 teruggekeerd op aarde, maar heeft weinig merkbare verandering teweeggebracht (het enige wat in de serie vermeld wordt, is dat alle videocassettes bij Zijn komst zijn vernield).
- Kerstmis heet nu X-mas, en wordt ook zo uitgesproken. Ook alle woorden met 'sk' zoals To ask zijn vervangen door een 'x' zoals to axe.
- Een aantal planeten zijn door de aardbewoners leefbaar gemaakt. Mars huist een vooraanstaande universiteit, de Kerstman leeft op Neptunus en Pluto is een reservaat voor pinguïns.
- De hoofden van veel beroemdheden uit het verleden worden kunstmatig in leven gehouden in potten. Zo is Al Gore nu keizer geworden van de maan, waar zich ook een groot attractiepark bevindt.

## Personages

### Belangrijkste personages
- Fry (volledige naam: Philip J. Fry) was een pizzabezorger tot hij op 1 januari 2000, kort na oud en nieuw, werd ingevroren en duizend jaar later weer ontdooid. Hij werkt bij Planet Express, een transportbedrijf van zijn verre achterneef Hubert Farnsworth. Zijn leven in de twintigste eeuw was min of meer mislukt. Aanvankelijk was hij van plan zijn leven in de eenendertigste eeuw anders aan te pakken maar daar is niet veel van terechtgekomen. Een opvallende eigenschap van Fry is zijn uitzonderlijk lage IQ.
- Leela (volledige naam: Turanga Leela) heeft slechts één oog. Ondanks haar slechte waarneming van diepte is ze piloot bij Planet Express. Ze werd als kind achtergelaten bij een weeshuis. Lange tijd dacht men dat ze een buitenaards wezen was, maar later in de serie blijkt dat ze een mutant is die zo weinig gemuteerd is dat haar ouders haar een kans onder de 'echte' mensen wilden gunnen.
- Bender (volledige naam: Bender Bending Rodriguez of Bender Unit 22) is een robot die gefabriceerd is in Tijuana. Hij drinkt regelmatig alcoholische drank (als brandstof), rookt sigaren, hij is gierig en kijkt pornografie (in de vorm van schakelschema's). Hij is kleptomaan, sadist en als hij in aanraking komt met een magneet wordt hij een volkszanger. Een veel gehoorde uitspraak is "bite my shiny metal ass".
- Professor Hubert J Farnsworth is een verre achterneef van Fry. In de serie is hij 162 jaar. Hij is eigenaar van Planet Express om zijn uitvindingen te kunnen bekostigen. Enkele uitvindingen van Farnsworth zijn de smelloscope, de doodsklok, de wat-als machine en de elektrische frankfurter. Hij vond de doomsday device uit waarvoor hij de Nobelprijs voor de Natuurkunde kreeg, en de Nobelprijs voor de Vrede omdat hij hem niet gebruikte. Een veel gehoorde uitspraak is "good news everyone", meestal gevolgd door slecht nieuws of een levensgevaarlijke opdracht.
- Hermes Conrad is een bureaucraat werkzaam bij Planet Express. Hij komt uit Jamaica en nam deel aan de Olympische Spelen van 2980 in het onderdeel limbodansen. Hij is een workaholic en samen met LaBarbara heeft hij een zoon genaamd Dwight.
- Dr. John Zoidberg is een kreeftachtig buitenaards wezen (hij heeft wat weg van Cthulhu) van de planeet Decapod 10. Hij is dokter en (naar eigen zeggen) een expert op het gebied van mensen. In werkelijkheid haalt hij regelmatig mannen en vrouwen door elkaar of hij verwart mensen met robots. Hij eet graag dingen op, zoals afval en vlaggen. Zijn soort was er in de 23e eeuw voor verantwoordelijk dat de ansjovis zijn uitgestorven. Hij wordt vaak genegeerd en iedereen geeft hem overal de schuld van, maar dat weerhoudt hem er niet van grappig te zijn.
- Amy Wong is een stagiair bij Planet Express. De voornaamste reden dat ze er werkt is dat ze dezelfde bloedgroep heeft als professor Farnsworth. Ze is Chinees en heeft rijke ouders, die eigenaar zijn van de helft van de planeet Mars. In latere afleveringen van de serie heeft zij een relatie met Kif.
- Zapp Brannigan is een 25-sterrengeneraal. Zijn enorme ruimteschip heet de Nimbus. Hij heeft een groot aantal overwinningen geboekt, meestal op pacifisten of door enorme aantallen van zijn eigen mensen de dood in te jagen. In het begin van de serie had hij een (zeer) kortstondige relatie met Leela, waar hij haar de rest van de serie aan herinnert. Hij is gebaseerd op kapitein Kirk van Star Trek, maar dan met de eigenschappen van William Shatner, de acteur die Kirk speelde.
- Kif Kroker is de assistent van Zapp Brannigan. Hij is een buitenaards wezen afkomstig van Amphibios 9. Door het dominante karakter van Zapp heeft hij niet genoeg zelfvertrouwen om voor zichzelf op te komen. Vreemd genoeg heeft hij veel succes bij de vrouwen (tegen wil en dank).
- Nibbler is een buitenaards wezen dat door Leela is opgepikt van Vernon 6. Hij wordt aanvankelijk als huisdier gehouden, maar later blijkt dat hij naar Aarde is gekomen om een ras van enorme hersenen tegen te houden. Hij behoort tot een ras van hyperintelligente wezens dat al zeventien jaar voor de oerknal bestond. Zijn echte naam is verschrikkelijk lang en het zou naar eigen zeggen vele mensenlevens duren om uit te spreken. Hij doet zich echter voor als een schattig, oliedom en vraatzuchtig huisdier. Zijn uitwerpselen bestaan uit donkere materie, hebben een enorme massa en worden regelmatig als noodbrandstof gebruikt.

### Andere personages
- Het hoofd van Richard Nixon is net als veel andere beroemdheden bewaard gebleven in een pot. Hij wordt in het jaar 3000 tot President van de Aarde gekozen, met 1 stem voorsprong.
- Morbo is een buitenaards wezen dat op aarde als nieuwslezer werkt. Hij maakt continu opmerkingen waaruit blijkt dat zijn soort een aanval op de aarde plant. Hij is een goede vriend van Richard Nixon. Morbo heeft een enorm hoofd en een hele diepe stem.
- Linda is nieuwslezer samen met Morbo en heeft zijn plannen niet in de gaten. Hoe serieus een nieuwsbericht ook is, ze giechelt altijd nadat Morbo het voorleest aan de kijker.
- Mom is de eigenaresse van Momcorp, met onderdelen "Mom's friendly Robot Company" (waar Bender is geproduceerd). Zij is een van de rijkste mensen op aarde. In het openbaar komt ze over als een lieve oude oma, maar eigenlijk is ze een machtswellusteling. Mom had ooit een relatie met professor Farnsworth. Ze heeft drie zonen: Walt, Larry en Igner. In Bender's Game wordt bekend dat professor Farnsworth Igner's vader is.
- Calculon is een acteur uit de populaire soapserie All My Circuits. Hij is een robot die al kort na 2000 werd gebouwd, oorspronkelijk om auto-onderdelen te monteren. Calculon is ontzettend arrogant en ziet zichzelf als de beste robot acteur aller tijden. Zijn acteerstijl is overdreven en melodramatisch.
- De Robotkerstman was gebouwd als vervanger voor de vorige kerstman. Door een programmeerfout zijn zijn standaarden echter te hoog ingesteld. Iedereen die stout is geweest probeert hij neer te schieten. Een populair x-maslied is "Santa Claus is gunning you down". (Stem voor deze robot komt van John Goodman en in een latere aflevering John DiMaggio)
- Lrrr is de heerser van Omicron Persei VIII. Hij is de stereotiepe "groene moordzuchtige alien" die om het minste of geringste de aarde wil vernietigen. Lrrr is getrouwd met Ndnd. Lrrr heeft vaak relatieproblemen met Ndnd en ze lopen elkaar constant af te kraken. Een running gag met Lrrr is dat hij altijd technische problemen heeft wanneer hij in een microfoon praat.
- Scruffy is de conciërge bij Planet Express. Hij heeft weinig contact met de andere medewerkers. Een terugkerende grap is dat bijna elke keer wanneer een van de hoofdrolspelers hem tegenkomt, hij zegt dat hij Scruffy nog nooit eerder heeft gezien. Scruffy hangt vooral rond en leest veel pornografie.
- Cubert Farnsworth is een kloon van professor Farnsworth, en bedoeld als zijn opvolger. Cubert is beste vrienden met Dwight.
- Eerwaarde Lionel Preacherbot is een predikant van de Robotology kerk. Hij doet alsof hij zeer religieus is maar tussen de regels door wordt constant duidelijk dat Preacherbot seksueel gefrustreerd is.
- LaBarbara Conrad is de vrouw van Hermes. Net als Hermes is ze Jamaicaanse en ze staat bekend om haar uitzonderlijk pittige gerechten.
- Dwight Conrad is de 12-jarige zoon van Hermes en LaBarbara Conrad.
- Beëlzebot, ook bekend als Robot Devil is een robotduivel. Hij regeert in de Robothel, onder een verlaten pretpark in New Jersey. Hij heeft een voorliefde voor zingen en komt regelmatig over als een watje. Zo is hij ironisch genoeg bang voor vuur.
- Tinny Tim  is een arme kindrobot met 1 been. Hij is een parodie op het personage Tiny Tim uit A Christmas Carol. Iedere keer wanneer Tinny Tim het geluk aan zijn zijde vindt gebeurt er meteen daarna een ramp waardoor hij slechter af is dan eerst. Hij blijft echter ongekend positief wanneer dit gebeurt.

## Productie
De serie wordt geproduceerd door 20th Century Fox en werd als eerst uitgezonden op zustermaatschappij Fox. De eerste aflevering werd uitgezonden op 28 maart 1999.
In 2000 kreeg Rough Draft Studios de medewerking van een Vlaamse tekenaar, Erwin Van Pottelberge. Hij verzorgde er mee de storyboards van het eerste seizoen.
Naast traditionele animatie, maakt Futurama ook gebruik van computeranimatie. Dit wordt bijvoorbeeld gedaan voor de ruimteschepen en explosies.
In 2003 stopte de serie vrij abrupt na vier seizoenen. Door dit plotselinge einde was er dan ook geen duidelijke afsluitende aflevering, al zijn er in de laatste aflevering van seizoen 4 (The Devil's Hands Are Idle Playthings), op 10 augustus 2003, wel een aantal verwijzingen naar het feit dat het de laatste aflevering is. In de intro, waar normaliter een scherm voorkomt waarop klassieke tekenfilms als Bugs Bunny en Felix de Kat op vertoond worden, wordt in de laatste aflevering Futurama getoond. Ook stond er in de ondertitel van de intro "See you on some other channel" (Tot op een ander kanaal). De laatste zin van de aflevering was "Stop niet met spelen Fry, ik wil zien hoe het afloopt".
Na seizoen 5 verschenen er vier direct-naar-dvd films, die ook elk in losse afleveringen werden geknipt en als zodanig uitgezonden als een zesde seizoen. Mede door het succes van deze films werd er op 9 juni 2009 bekendgemaakt dat er voor het tv kanaal Comedy Central toch een zevende seizoen van 26 nieuwe afleveringen zou worden gemaakt van Futurama. Dit seizoen werd in 2010 en 2011 uitgezonden in 2 etappes. Ook het zevende het laatste seizoen, werd in 2 etappes uitgezonden in 2012 en 2013.
In februari 2022 blies Hulu de serie nieuw leven in met een bestelling van 20 nieuwe afleveringen. Disney+ (de zusterstreamingdienst van Hulu) kondigde in een persbericht aan dat het nieuwste seizoen internationaal zou worden gestreamd als een Star Original op Disney+. In augustus 2022 maakte Hulu de titels van de eerste 10 afleveringen bekend, en op 18 mei 2023 werd een teaser-trailer uitgebracht. Deze tweede heropleving is ook wel het achtste seizoen (productie) en het elfde seizoen (uitzending) genoemd.

## Kenmerken
Net zoals bij het begin van iedere episode van The Simpsons (bekend om zijn schoolbordgrap en bankgrap), heeft ook Futurama een kenmerkend aspect in zijn openingsgeneriek: telkens wanneer de show begint, verschijnt de naam Futurama in beeld met een humoristische ondertitel (zoals Or is it? of From the creators of Futurama). Daarna ziet men het Planet Expres-schip door New New York vliegen terwijl bekende personages uit de show door de transportbuizen in de stad reizen. Op het eind ziet men een groot tv-scherm waarop een kort fragment uit een klassieke tekenfilm getoond wordt, waarna het Planet Express-schip tegen het scherm botst.
De humor in de serie bestaat vooral uit satire, slapstick, zwarte humor, schuine moppen en surrealistische situaties. Verder heeft de serie een groot aantal catchphrases en running gags.  De serie heeft een duidelijke retro-futuristische uitstraling en veel afleveringen hebben een sciencefictionverhaallijn vermengd met humor.

## Media

### Films
Tussen het vierde en zesde seizoen van de serie zijn er vier Futurama-films gemaakt die direct op dvd zijn uitgebracht:
| Titel                                    | Jaar |
| ---------------------------------------- | ---- |
| Futurama: Bender's Big Score             | 2007 |
| Futurama: The Beast with a Billion Backs | 2008 |
| Futurama: Bender's Game                  | 2008 |
| Futurama: Into the Wild Green Yonder     | 2009 |

### Overig
Naast de tekenfilmserie zijn er ook stripverhalen en er is ook een computerspel van Futurama verschenen. In The Simpsons Game worden de foto's van Phillip J.Fry en Zapp Brannigan getoond op het prikbord van het politiebureau.
Een cross-over met The Simpsons getiteld Simpsorama staat eveneens op de planning.